# دکل جک آپ

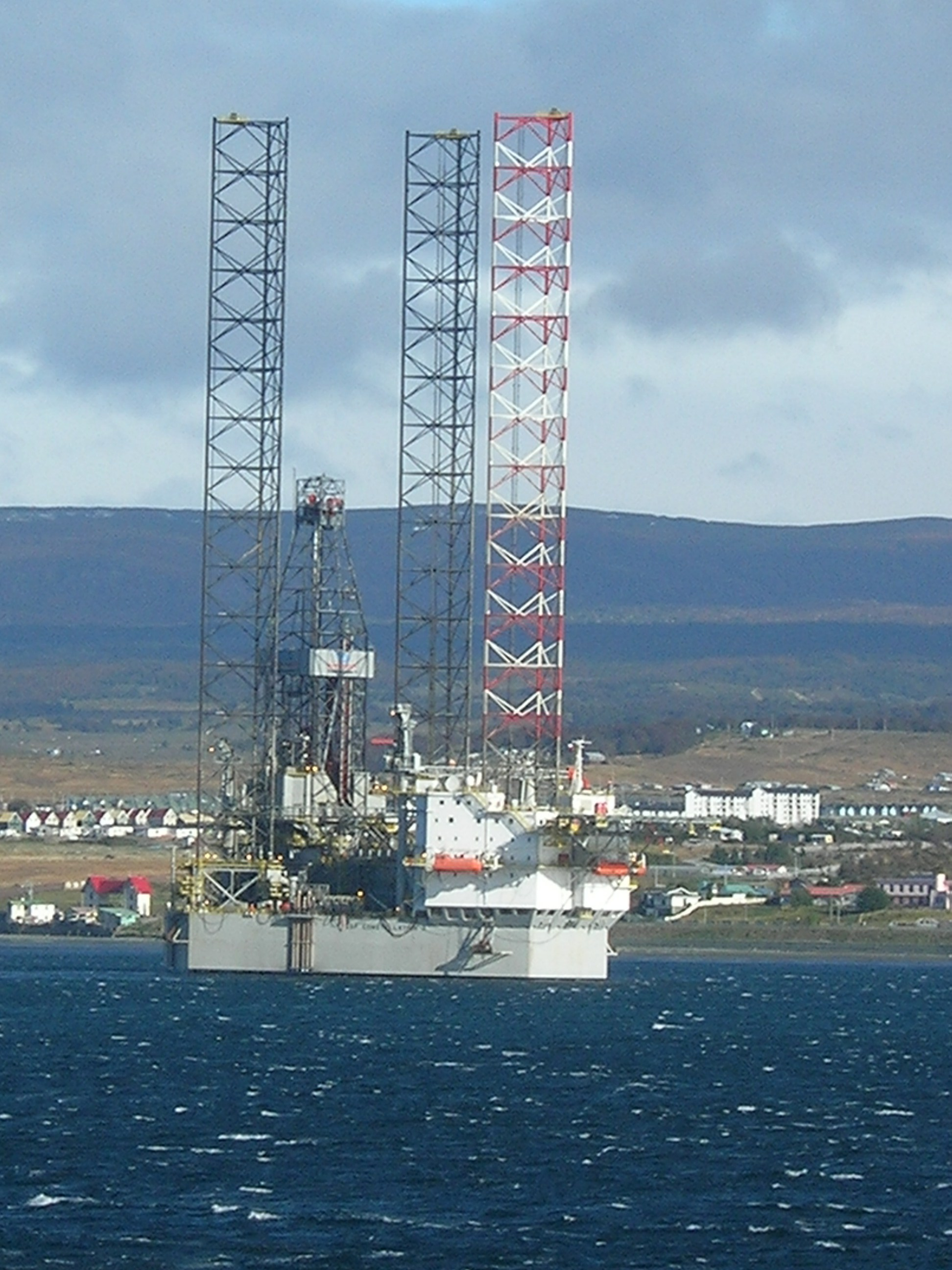
نمونه‌ای از یک دکل جک آپ.

دکل جک آپ گونه‌ای از سکوهای حفاری قابل حمل است. این نوع از سکوها شامل یک بدنه شناور می‌باشند که تجهیزات و دکل حفاری بر روی آن نصب می شودو پایه‌های عظیمی که کل وزن بدنه، تجهیزات و دکل حفاری را تحمل می‌کنند. تعداد پایه‌های این سکوها معمولاً ۳ یا ۴ عدد با مقطع دایره‌ای یا خرپایی می‌باشد. این پایه‌ها از میان بدنه فولادی به بالا و پایین می‌روند و به همین دلیل است که به این نوع شناورها (Jack Up) یا خود بالابر می‌گویند. پایه‌ها در مواقع نیاز و زمان حفاری به عمق آب رفته و پس از قرار گرفتن بر بستر دریا، بدنه سکو را بر روی خود و خارج از آب نگه می‌دارند. از این سکوها در حفاری چاه‌های نفتی یا گازی در مناطق کم عمق دریاها (حداکثر تا عمق ۱۵۰ متر آب) استفاده می‌شود.

## در ایران
اولین دکل حفاری خود بالابر دریایی ایران (Jack Up) در دهه ۱۳۷۰ خورشیدی با نام «ایران خزر» در مجتمع نکای شرکت صنعتی دریایی ایران (صدرا) ساخته شد. اولین طراحی کاملاً ایرانی این نوع شناورها نیز با نام Rosemond-SA20 توسط محققین، متخصصین و مهندسین ایرانی در شرکت مهندسی و مدیریت صف رزموند طراحی شده و در یارد شرکت صنایع فراساحل ایران (صف) در بندرعباس در حال ساخت است.